# Comté de Logan (Dakota du Nord)
Pour les articles homonymes, voir Comté de Logan.
Le comté de Logan est un des 53 comtés du Dakota du Nord, aux États-Unis. 
Siège : Napoleon.

## Démographie
| 1890 | 1900  | 1910  | 1920  | 1930  | 1940  |
| ---- | ----- | ----- | ----- | ----- | ----- |
| 597  | 1 625 | 6 168 | 7 723 | 8 089 | 7 561 |

| 1950  | 1960  | 1970  | 1980  | 1990  | 2000  |
| ----- | ----- | ----- | ----- | ----- | ----- |
| 6 357 | 5 369 | 4 245 | 3 493 | 2 847 | 2 308 |

| 2010  | - | - | - | - | - |
| ----- | - | - | - | - | - |
| 1 990 | - | - | - | - | - |